# Frédéric-Georges Herr
Pour les articles homonymes, voir Herr.
Frédéric-Georges Herr, né le 7 mai 1855 à Neuf-Brisach et mort le 27 octobre 1932 à Paris, est un général français.

## Biographie
Fils d'un médecin ayant opté pour la France après le traité de Francfort, Herr, à l’issue de ses études à l'École polytechnique, où il était entré en 1874, s'engage dans l'armée, comme le faisaient alors la plupart des polytechniciens.
Le 17 septembre 1883, il épouse Anne Peugeot, appartenant à la  famille des constructeurs automobiles. De 1895 à 1902, il prend une part active à la campagne de Madagascar sous les ordres du général Gallieni.
Promu général de brigade, le 23 mars 1911, il est choisi pour accomplir, en 1912, une mission dans les Balkans. Sa pénétration y trouve l’occasion de s’exercer et il revient chargé d’une ample moisson d’observations, d’idées originales et de précieux enseignements, dont il a consigné les résultats en deux livres qui ont fait époque car ils contenaient en germe maintes indications sur l’emploi de l’artillerie qui ont pris force de loi pendant la grande guerre.
À la mobilisation, il part en campagne à la tête de l’artillerie du 6e corps d’armée. Il est le premier à avoir fait exécuter un tir avec réglage par avion, tir dont les résultats sont restés légendaires.
Bientôt promu général de division, le 27 octobre 1914, il se distingue à la bataille des Éparges du 17 février au 5 avril 1915. Il devait rapidement s’élever, la même année, au commandement des défenses de Verdun (09/08/15-26/02/16), où il reçoit, le premier, choc de l'offensive allemande. Par la suite, il est directeur de l'artillerie aux armées. 
Placé dans le cadre de réserve le 24 octobre 1919, il entre au Conseil d'administration des usines Peugeot en qualité de membre de la famille. À sa mort, il est inhumé à Pont-de-Roide-Vermondans et le maréchal Pétain prononce un discours sur sa tombe.

### Postes
- - 24/12/1907-23/03/11 chef de corps du 32e régiment d'artillerie à Orléans
  - 23/03/11-17/09/14 commandant de l'artillerie du 6e corps d'armée (= 6e brigade d'artillerie).
  - 17/09/14-15/11/14 commandant de la 12e division d'infanterie
  - 15/11/14-24/07/15 commandant du 6e corps d'armée.
  - 24/07/15-09/08/15 commandant du 2e corps d'armée.
  - 09/08/15-26/02/16 commandant de la Région fortifiée de Verdun. Le 10 août, le général en chef substitue au camp retranché de Verdun la Région fortifiée de Verdun (RFV), sous le commandement du vainqueur des Éparges, le Général Herr, avec les attributions de commandant d’armée .
  - 27/02/16-13/01/17 président du centre d'études d'artillerie aux armées.
  - 13/01/17-30/04/17 commandant du groupement Z puis 24/01/17 devient groupement ABC puis 07/02/17 devient groupement BC puis 27/03/17 devient 16e corps d'armée.
  - 06/05/17-29/05/17 adjoint au chef d'état-major général de l'Armée.
  - 07/05/17 placé dans la section de réserve.
  - 29/05/17-02/10/17 directeur général de l'instruction de l'artillerie de la zone des armées.
  - 02/10/17-24/10/19 inspecteur général de l'instruction de l'artillerie.
  - 24/10/19 replacé dans la section de réserve.

### Décorations
|  |  |  |
|  |  |  |

#### Intitulés
- Grand croix de la Légion d'honneur (élevé le 07/07/1927)
  - Grand officier de la Légion d'honneur (élevé le 10/07/1918),
  - Commandeur de la Légion d'honneur (promu le 30/12/1914),
  - Officier de la Légion d'honneur (promu le 11/07/1912)
  - Chevalier de la Légion d'honneur (promu la 12/07/1897)
- Croix de guerre 1914-1918 avec une palme.
- Médaille interalliée 1914-1918.
- Médaille commémorative de la guerre 1914-1918.
- Belgique : grand officier de l'ordre de la Couronne,
- Belgique : Croix de guerre 1914-1918.
- Comores : Officier de l'ordre royal de l'Étoile d'Anjouan
- États-Unis : Army Distinguished Service Medal.
- Italie : grand croix de l'ordre de la Couronne.
- Italie : grand officier de l'ordre royal des Saints-Maurice-et-Lazare.
- Royaume-Uni : chevalier commandeur de l'ordre du Bain.

N.B.: citation accompagnant la promotion de commandeur de la Légion d'honneur, datée du 5 janvier 1915 : « commandant l'artillerie du 6e CA, puis au mois de mars 1915 a commandé au début de la campagne l'artillerie d'un de nos meilleurs CA puis une division du même corps ; placé à la tête du CA. »

## Publications
- La Guerre des Balkans, quelques enseignements sur l'emploi de l'artillerie, Berger-Levrault, 1913.
- Sur le théâtre de la guerre des Balkans, mon journal de route, 17 novembre-15 décembre 1912, Berger-Levrault, 1913.
- L'Artillerie. Ce qu'elle a été. Ce qu'elle doit être. Avec 4 croquis dans le texte, 1923.

Préface
- Colonel Eugène Pagezy, Tir contre avions et D. C. A., Berger-Levrault, 1925.

## Sources
- Gérard Géhin, Jean-Pierre Rocca et Jean-Pierre Lucas, « Herr, Frédéric-Georges », dans Dictionnaire des Généraux et Amiraux de la Guerre 1914-1918.
- Nouveau dictionnaire de biographie alsacienne, article d'Alphonse Halter, historien de Neuf-Brisach.